# Aladakatti, Kalghatgi
Aladakatti là một làng thuộc tehsil Kalghatgi, huyện Dharwad, bang Karnataka, Ấn Độ.